# Olympische Sommerspiele 1968/Teilnehmer (Äthiopien)
| Gelbes Symbol für Goldmedaillen mit stilisierten Olympischen Ringen | Graues Symbol für Silbermedaillen mit stilisierten Olympischen Ringen | Braundes Symbol für Bronzemedaillen mit stilisierten Olympischen Ringen |
| ------------------------------------------------------------------- | --------------------------------------------------------------------- | ----------------------------------------------------------------------- |
| 1                                                                   | 1                                                                     | —                                                                       |

Äthiopien nahm an den Olympischen Sommerspielen 1968 in Mexiko-Stadt mit einer Delegation von 18 männlichen Athleten an 13 Wettkämpfen in drei Sportarten teil. Mamo Wolde gelangen mit dem Olympiasieg im Marathon und dem zweiten Platz über 10.000 Meter die einzigen Medaillengewinne.

## Teilnehmer nach Sportarten

### Boxen
- Fantahun Seifu
Federgewicht: in der 1. Runde ausgeschieden

- Bayu Ayele
Leichtgewicht: in der 1. Runde ausgeschieden

- Tadesse Gebregiorgis
Weltergewicht: in der 1. Runde ausgeschieden

- Bekele Alemu
Halbmittelgewicht: in der 1. Runde ausgeschieden

### Leichtathletik
Männer
- Tegegne Bezabeh
400 m: 6. Platz

- Matias Habtemichael
800 m: im Vorlauf ausgeschieden
1500 m: im Vorlauf ausgeschieden

- Mamo Sebsibe
800 m: im Vorlauf ausgeschieden

- Wohib Masresha
5000 m: 6. Platz
10.000 m: 8. Platz

- Fikru Deguefu
5000 m: 8. Platz
10.000 m: 14. Platz

- Mamo Wolde
5000 m: im Vorlauf ausgeschieden
10.000 m: Silber 
Marathon: Gold

- Gebru Merawi
Marathon: 6. Platz

- Abebe Bikila
Marathon: Rennen nicht beendet

- Tadesse Wolde-Medhin
3000 m Hindernis: im Vorlauf ausgeschieden

### Radsport
- Tekeste Woldu
Straßenrennen: 53. Platz
Mannschaftszeitfahren: 26. Platz

- Yemane Negassi
Straßenrennen: Rennen nicht beendet
Mannschaftszeitfahren: 26. Platz

- Mehari Okubamicael
Straßenrennen: Rennen nicht beendet
Mannschaftszeitfahren: 26. Platz

- Mikael Saglimbeni
Straßenrennen: Rennen nicht beendet
Mannschaftszeitfahren: 26. Platz